# Gediminas Bagdonas

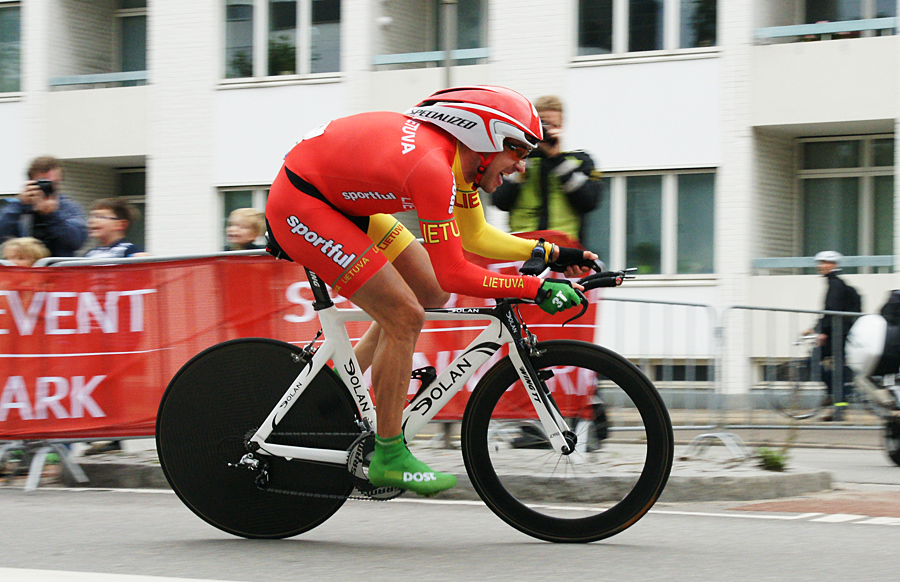
Bagdonas avec le maillot de la Lituanie lors du championnat du monde du contre-la-montre 2011.

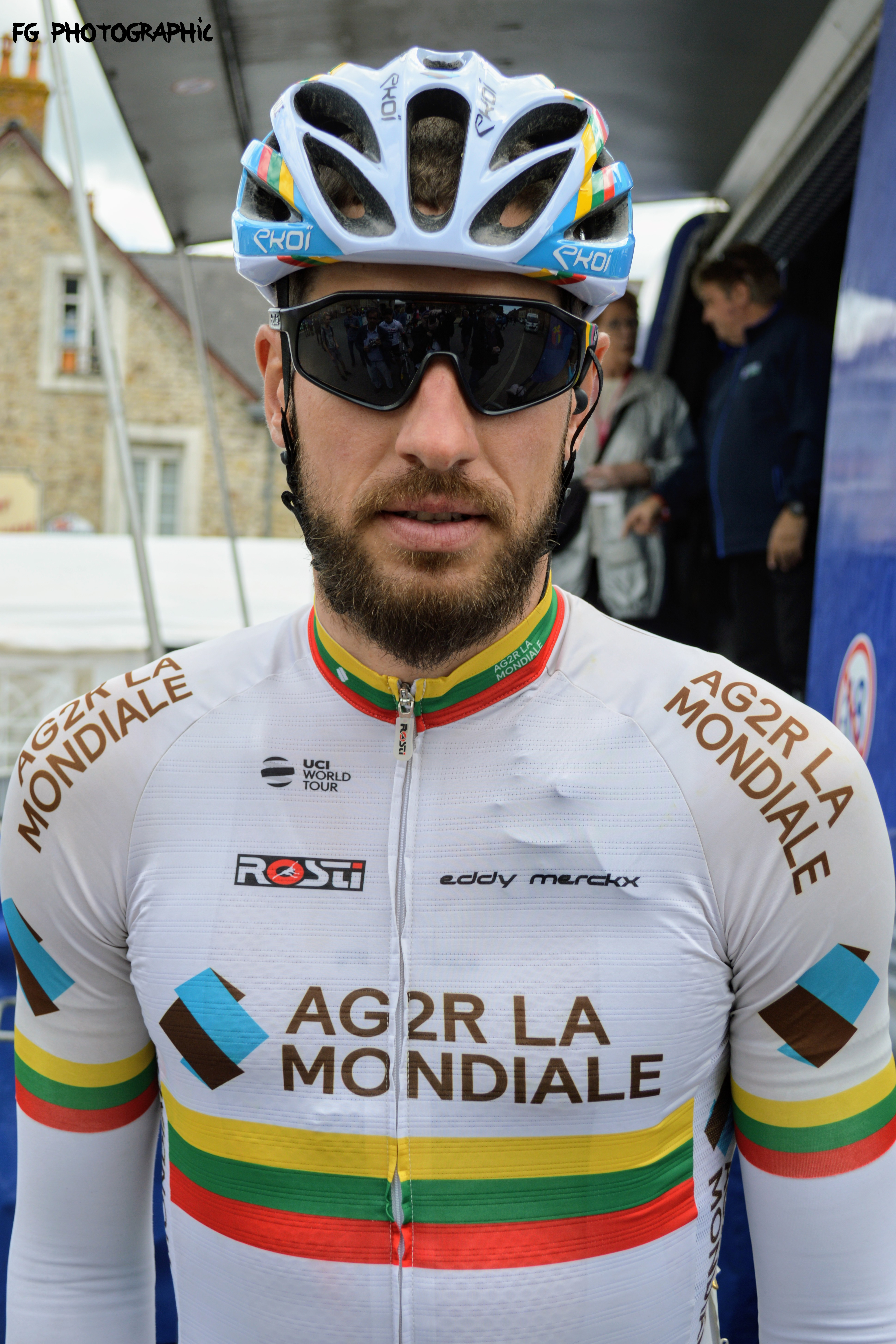
Gediminas BAGDONAS - Juin 2019

Gediminas Bagdonas, né le 26 décembre 1985 à Šiauliai, est un coureur cycliste lituanien. Il commence sa carrière au sein d'équipes continentales, où il remporte de nombreuses victoires de second rang, avant de rejoindre le niveau World Tour au sein de l'équipe AG2R La Mondiale. Il participe en 2015 à son premier grand tour, le Tour d'Espagne,,.

## Biographie

### En amateurs
En catégorie juniors, Gediminas Bagdonas est médaillé de bronze de la poursuite par équipes aux championnats d'Europe de 2003. En 2005 et 2006, il obtient le même résultat dans la catégorie des moins de 23 ans avec Simas Kondrotas, Aidis Kruopis, Ignatas Konovalovas. En 2006, il est également médaillé d'argent de la poursuite individuelle.

### 2007-2010: débuts en continental
En 2007, Gediminas Bagdonas est membre de l'équipe continentale belge Klaipeda, qui comprend sept autres coureurs lituaniens et le directeur sportif Arturas Trumpauskas. Il remporte le championnat de Lituanie du contre-la-montre. En Belgique, il remporte le Triptyque des Barrages, le Tour d'Anvers, le Grand Prix de Geel.
En 2008, il rejoint l'équipe continentale kazakh Ulan en compagnie de Trumpauskas et de cinq des Lituaniens de Klaipeda. 
En 2009, il est recruté par la nouvelle équipe continentale lituanienne Team Piemonte, dirigée par les Italiens Matteo et Pietro Algeri. Cette équipe est cependant dissoute dès le mois d'avril,. Comme d'autres de ses coéquipiers lituaniens à ses côtés depuis 2007 (Aidis Kruopis, Egidijus Juodvalkis), Gediminas Bagdonas part alors courir en Belgique, et rejoint avec Simas Kondrotas le Wielervereniging nieuwe hoop de Tielen. Il remporte le Mémorial Philippe Van Coningsloo.
En 2010, Gediminas Bagdonas rejoint le PCW Aliplast, avec Simas Kondrotas. Il y remporte une étape du Tour de la province d'Anvers. Il participe aux championnats du monde de cyclisme sur piste à Copenhague, où il est 22e de la poursuite, et à plusieurs épreuves des championnats d'Europe sur piste élites à Pruszków en Pologne.

### 2011-2012: An Post-Sean Kelly

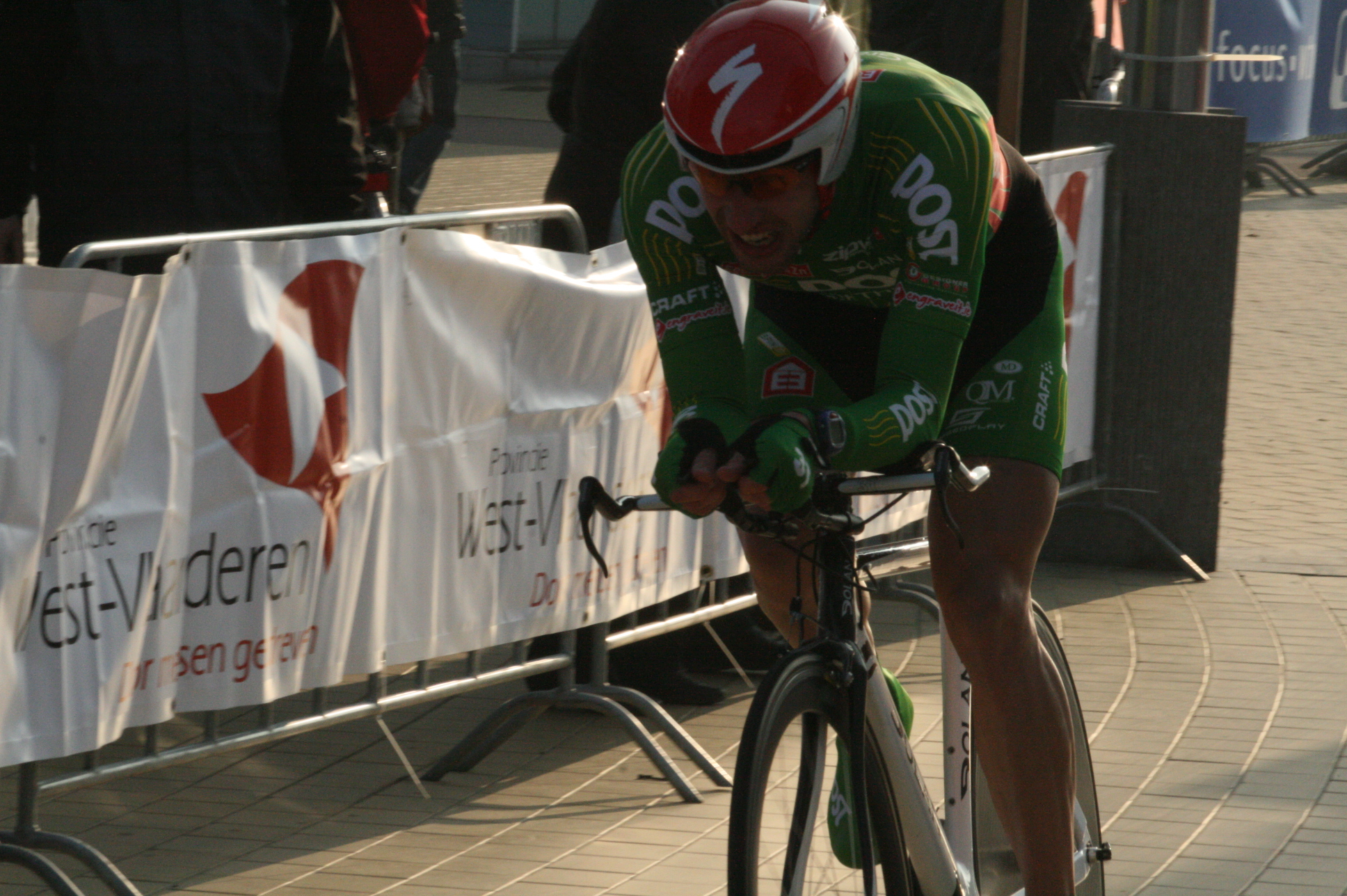
Gediminas Bagdonas pendant les Trois jours de Flandres-Occidentale 2011

En 2011, il est recruté par l'équipe continentale belge An Post-Sean Kelly. Il remporte avec elle les classements généraux et des étapes de l'An Post Rás et de la Ronde de l'Oise. Il est pour la deuxième fois champion de Lituanie du contre-la-montre. En septembre, il participe aux championnats du monde sur route à Copenhague. Il est 32e du contre-la-montre et 25e de la course en ligne. En début d'année 2012, Bagdonas obtient plusieurs places d'honneur, notamment en Belgique (Trois Jours de Flandre-Occidentale, Circuit du Pays de Waes, Handzame Classic, Zellik-Galmaarden). Il gagne sa première course de l'année en avril, le Ronde van Noord-Holland, aux Pays-Bas. Deuxième du Circuit de Campine quelques jours plus tard, il gagne ensuite deux étapes de l'An Post Rás, Belsele-Puivelde et le Mémorial Philippe Van Coningsloo. Fin juin, il est sacré champion de Lituanie sur route pour la première fois de sa carrière. Il est troisième du contre-la-montre. En juillet, il participe aux Jeux olympiques de Londres. Avec Ramūnas Navardauskas, il y représente la Lituanie lors de la course en ligne. Tous deux terminent la course dans le peloton. En août, Bagdonas gagne trois étapes et le classement général du Baltic Chain Tour, course par étapes disputées dans les pays baltes. Il termine l'année à la onzième place de l'UCI Europe Tour. En octobre, il dispute les championnats d'Europe de cyclisme sur piste élites, qui ont lieu à la Cido Arena de Panevėžys, en Lituanie. Il y décroche la médaille de bronze de l'omnium.

### 2013-2019: AG2R La Mondiale

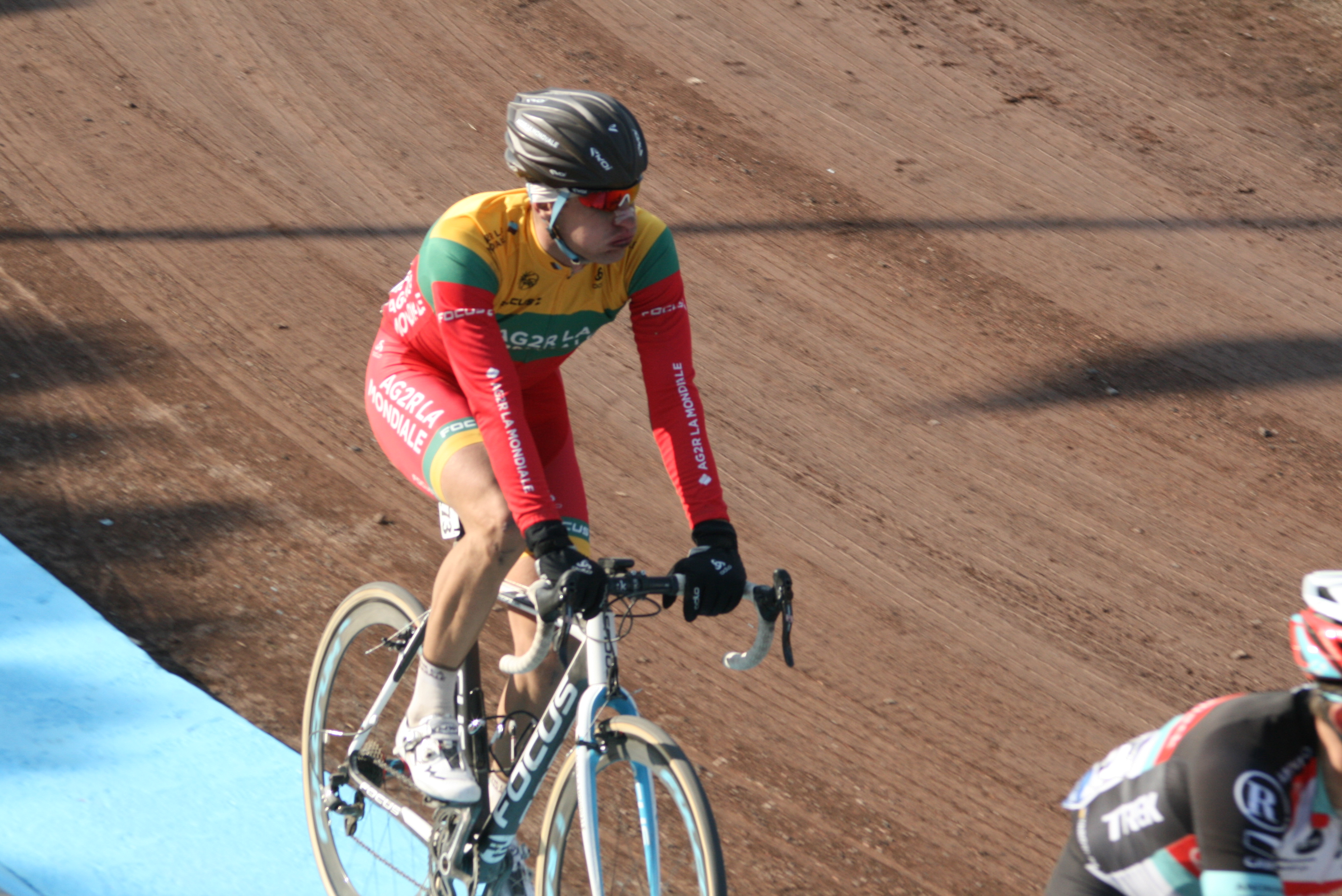
Gediminas Bagdonas à l'arrivée du Paris-Roubaix 2013

En 2013, Gediminas Bagdonas rejoint l'équipe World Tour française AG2R La Mondiale, qui l'engage pour deux saisons. Il est avec Yauheni Hutarovitch et Davide Appollonio l'un des sprinters recrutés par cette équipe qui a peu gagné en 2012. Il reprend la compétition en Australie lors du Tour Down Under. Il prend d'abord la 78e place de la People's Choice Classic avant de se classer 118e du classement général. En février, Gediminas se rend sur le Tour du Qatar où il obtient une 17e place. Sa première course en Europe est le Circuit Het Nieuwsblad (123e). Toujours en Belgique, il se rend sur Le Samyn où il n'arrive que dans le deuxième groupe. Gediminas Bagdonas se classe une première fois parmi les dix premiers lors des Trois Jours de Flandre-Occidentale. Son premier abandon de la saison a lieu sur la Classic Loire-Atlantique, sa première course de l'année en France. Son week-end Coupe de France continue le lendemain sur Cholet-Pays de Loire qu'il termine 60e à près de deux minutes du vainqueur. Il part en campagne de classiques. Il participe à son premier Tour des Flandres, lors duquel il doit abandonner à la suite d'une chute, puis dispute son premier Paris-Roubaix, qu'il termine à la 103e place. Quatre jours plus tard, il participe au Grand Prix de Denain où il est 79e. Il abandonne lors du Tour du Finistère et du Tro Bro Leon. Une semaine plus tard, il termine 68e de la Roue Tourangelle. Il prend ensuite la direction des Quatre Jours de Dunkerque où il termine 83e du classement général. Le meilleur résultat sur un classement général depuis le début de la saison est obtenu sur le Tour de Picardie, 14e, avec une 11e place sur la 1re étape. À la suite de cette course, il pose une coupure printanière d'un mois. Il reprend sur le Tour de Luxembourg qu'il termine à plus de 15 minutes. Il participe à ses championnats nationaux, il termine deuxième du contre-la-montre, puis onzième de la course en ligne. Il participe au Tour de Pologne qu'il termine 102e sans aucun résultat significatif, puis à l'Eneco Tour lors lequel il se glisse dans une échappée. Il termine 23e de la Vattenfall Cyclassics puis participe au Tour du Poitou-Charentes, à la Brussels Cycling Classic et au Grand Prix de Wallonie sans grand résultats. Il participe ensuite avec l'équipe de Lituanie aux championnats du monde sur route terminant 24e du contre-la-montre individuel et 59e de la course en ligne. 
En 2014, il prend part à un second Paris-Roubaix et participe à la poursuite des échappées pour ses leaders, Sébastien Turgot et Damien Gaudin
En 2017, il termine huitième du Tour du Poitou-Charentes.
Sélectionné pour représenter son pays aux championnats d'Europe de cyclisme sur route en août 2018, il se classe vingt-cinquième de l'épreuve contre-la-montre et 39e de la course en ligne. Le même mois, il termine sixième du Tour Poitou-Charentes remporté par Arnaud Démare.
En juin 2019, il prend la cinquième place du contre-la-montre individuel des Jeux européens. Trois jours plus tard, il s'adjuge un nouveau titre de champion de Lituanie du contre-la-montre avant de terminer cinquième de la course en ligne. Quittant l'équipe AG2R La Mondiale au terme de la saison, il effectue ses derniers tours de roue sur le Tour de Vendée (13e) puis sur Paris-Tours (abandon) où son coéquipier Oliver Naesen termine sur la troisième marche du podium.

### 2020 -: le retour chez Klaipeda
En 2020, il se classe second du championnat de Lituanie du contre-la-montre derrière Evaldas Šiškevičius et glane un nouveau titre de champion de Lituanie lors de la course en ligne quelques jours plus tard.

## Palmarès sur route

### Par année
| - 2004 - 3e du championnat de Lituanie du contre-la-montre - 2005 - 1re étape des Deux Jours du Gaverstreek - 3e de l'Olympia's Tour - 2006 - À travers le Hageland - 3e du championnat de Lituanie du contre-la-montre - 2007 - Champion de Lituanie du contre-la-montre - Champion de Lituanie du contre-la-montre espoirs - Grand Prix de la ville de Geel - Triptyque des Barrages : - Classement général - 2e étape (contre-la-montre) - Tour de la province d'Anvers : - Classement général - 2eb étape (contre-la-montre par équipes) - 2e de Zillebeke-Westouter-Zillebeke - 3e du Grand Prix Joseph Bruyère - 2009 - Mémorial Philippe Van Coningsloo - De Drie Zustersteden - 2e du championnat de Lituanie sur route - 2010 - 4e étape du Tour de la province d'Anvers - 3e de la Puivelde Koerse - 2011 - Champion de Lituanie du contre-la-montre - Grote Prijs Wase Polders - An Post Rás : - Classement général - 2e et 4e étapes - Ronde de l'Oise : - Classement général - 2e étape - Grand Prix Lanssens - Prologue et 1re étape du Baltic Chain Tour - 7e étape du Tour de Grande-Bretagne - 2e du championnat de Lituanie sur route | - 2012 - Champion de Lituanie sur route - Ronde van Noord-Holland - Puivelde Koerse - 3e et 8e étapes de l'An Post Rás - Mémorial Philippe Van Coningsloo - Baltic Chain Tour : - Classement général - 2e, 4e et 5e étapes - 2e de la Wanzele Koerse - 2e du Tour de Cologne - 2e du Circuit de Campine - 2e du Grote Prijs Wase Polders - 3e du Circuit du Pays de Waes - 3e du championnat de Lituanie du contre-la-montre - 2013 - 2e du championnat de Lituanie du contre-la-montre - 2014 - 3e du championnat de Lituanie du contre-la-montre - 2015 - 2e du championnat de Lituanie du contre-la-montre - 2017 - 2e du championnat de Lituanie du contre-la-montre - 2e du championnat de Lituanie sur route - 2018 - Champion de Lituanie sur route - Champion de Lituanie du contre-la-montre - 2019 - Champion de Lituanie du contre-la-montre - 2020 - Champion de Lituanie sur route - 2e du championnat de Lituanie du contre-la-montre |

### Résultats sur les grands tours

#### Tour d'Espagne
2 participations
- 2015 : 154e
- 2016 : 134e

### Classements mondiaux
| Année           | 2005 | 2006 | 2007 | 2008 | 2009 | 2010 | 2011 | 2012 | 2013 | 2014 | 2015 | 2016 | 2017 |
| --------------- | ---- | ---- | ---- | ---- | ---- | ---- | ---- | ---- | ---- | ---- | ---- | ---- | ---- |
| UCI World Tour  |      |      |      |      |      |      |      |      | nc   | nc   | nc   | nc   | 298e |
| UCI Europe Tour | 621e | 897e | 136e | 521e | 231e | 417e | 50e  | 11e  |      |      |      | 533e | 343e |

## Palmarès sur piste

### Championnats du monde
- Copenhague 2010
  - 22e de la poursuite

### Coupe du monde
- 2009-2010
  - 3e de la poursuite à Cali

### Championnats d'Europe
| Juniors et Espoirs - Moscou 2003 - Médaille de bronze de la poursuite par équipes juniors - Fiorenzuola d'Arda 2005 - Médaillé de bronze de la poursuite par équipes espoirs - Athènes 2006 - Médaillé d'argent de la poursuite espoirs - Médaillé de bronze de la poursuite par équipes espoirs | - Panevėžys 2012 - Médaillé de bronze de l'omnium |